# Prachtvinkwastsnoek
De prachtvinkwastsnoek (Polypterus ornatipinnis) is een straalvinnige vissensoort uit de familie van de kwastsnoeken (Polypteridae). De wetenschappelijke naam van de soort is voor het eerst geldig gepubliceerd in 1902 door Boulenger.

## Kenmerken
Deze soort is beige met een zwarte nettekening. Deze sigaarvormige vissen hebben een rij driehoekige vinnetjes op het achterste gedeelte van de rug. De huid is bedekt met een stevig schubbenpantser en ze hebben buisvormige neusopeningen. Ze zijn in het bezit van een zwemblaas, die fungeert als een primitieve long. Hun lichaamslengte bedraagt ten minste 40 cm en het gewicht tot 500 gram.

## Leefwijze
Het voedsel van deze trage zwemmer bestaat uit kleine vissen, amfibieën en kreeftachtigen. Hij besluipt zijn prooi, waarna hij ze opzuigt.

## Verspreiding en leefgebied
Deze soort komt voor in West- en Midden-Afrika.